# Contea di Benzie
La contea di Benzie, in inglese Benzie County, è una contea dello Stato del Michigan, negli Stati Uniti. La popolazione al censimento del 2000 era di 15 998 abitanti. Il capoluogo di contea è Beulah.

## Comunità
Città 
- Frankfort

 Comuni 
- Benzonia
- Beulah
- Elberta
- Honor
- Lake Ann
- Thompsonville

 Census-designated place 
- Bendon
- Crystal Downs Country Club
- Crystal Mountain
- Hardwood Acres
- Maple Grove
- Nessen City
- Pilgrim

 Municipalità 
- Almira
- Benzonia
- Blaine
- Colfax
- Crystal Lake
- Gilmore
- Homestead
- Inland
- Joyfield
- Lake
- Platte
- Weldon

Villaggi Fantasma
- Allyn Station (Pratts)
- Almira
- Aral
- Cedar Run
- Edgewater
- Gilmore
- Grant House (Homestead)
- Homestead
- Inland
- Joyfield
- Kentville
- Melva
- Osborn
- Oviat
- Platte
- Platte River (Melva)
- Pratts
- South Frankfort
- Stormer
- Success
- Wallin
- Weldon